# Low Ki
Brandon Silvestry (6 de septiembre de 1979) es un luchador profesional estadounidense, conocido por su nombre artístico Low Ki. Tuvo una breve corrida en la WWE bajo el nombre Kaval.
Silvestry ha trabajado para multitud de empresas, tanto en Estados Unidos como en Japón, entre las que destacan Ring of Honor (ROH), New Japan Pro Wrestling (NJPW), All Japan Pro Wrestling (AJPW), Pro Wrestling Guerrilla (PWG)
Silvestry ha sido tres veces Campeón Mundial al haber obtenido el Campeonato Mundial Peso Pesado de la MLW, Campeonato de ROH y el Campeonato Mundial de la PWG una vez cada uno, además de ser el primer Campeón Mundial de ROH. También ha sido cinco veces Campeón de la División X de la TNA, tres veces Campeón Mundial en Parejas de la NWA y tres veces Campeón Junior Peso Pesado de la IWGP entre muchos otros campeonatos en empresas independientes de lucha libre. Además, fue el ganador de la edición de 2008 de Battle of Los Angeles y de la segunda temporada de NXT en WWE respectivamente.

## Carrera

### Inicios
Silvestry comenzó a luchar a finales de 1998 bajo el nombre de Low Ki, que admite que provenía de la letra de la canción "No Diggity". Comenzó a luchar para Jersey All Pro Wrestling (JAPW) en 1998, desafiando a Homicide y D Kane por los JAPW Tag Team Championship. Al año siguiente, peleó por el JAPW Light Heavyweight Championship dos veces, sin éxito, pero derrotó a Crazy Iván y Judas Young para ganar el segundo lugar del Light Heavyweights tournament.
En 2000, comenzó a hacer varias apariciones en la World Wrestling Federation en sus programas de Metal y Jakked, donde compitió contra Raven, Crash Holly, Christian y Essa Ríos. Al año siguiente llegó a la final del All Pro Wrestling's King of the Indies tournament, perdiendo ante "The American Dragon" Bryan Danielson. También durante 2001, derrotó a Nick Berk y Homicide en distintas luchas en la misma noche para ganar el JAPW Heavyweight Title y el Light Heavyweight Title; defendería con éxito los dos títulos en distintos encuentros en su cuarto aniversario, show a finales de ese mes en julio. Perdió los dos títulos en un three-way match al mes siguiente con Homicide, y con Xavier como el otro competidor.

### Ring of Honor (2002–2004)
Low Ki llegó a Ring of Honor (ROH) donde debutó en su primer espectáculo, The Era of Honor comenzó el 23 de febrero. En el principal evento de la serie, derrotó a "American Dragon" Bryan Danielson y "The Fallen Angel" Christopher Daniels. El 27 de julio de 2002, se convirtió en el primer ROH Champion al derrotar a Daniels, Spanky y Doug Williams en un Fatal Four Way Ironman. El 24 de agosto, Low Ki defendió con éxito su título frente a AJ Styles. El 21 de septiembre, en Unscripted, perdió el título ante Xavier, que, después de ganar el título, se convirtió en miembro de la facción de Daniels Prophecy. Low Ki entonces enfrentó a Samoa Joe el 5 de octubre en lo que fue el debut oficial de ROH de Joe en una "fight without honor", que se parecía más a una lucha de MMA, Low Ki ganó el encuentro y se estrecharon las manos después de la lucha. Low Ki salió de la promoción debido al incidente Feinstein de 2004, pero regresó el 17 de julio de 2004 durante un encuentro donde Samoa Joe y The Briscoe Brothers lucharon contra The Rottweilers (Homicide y the Havana Pitbulls), parecía como si Low Ki salvaría a Samoa Joe de una paliza por The Rottweilers, pero al contrario escupió en el ROH World Championship, en ese entonces en manos de Joe, y se unió a The Rottweilers.
El fin de semana de Thunder Night 2 el 6 de noviembre de 2004, empezó un feudo con Bryan Danielson, quien era pareja de Low Ki en un encuentro contra Samoa Joe y Jushin "Thunder" Liger. Low Ki y Danielson perdieron el encuentro y Low Ki culpó a su compañero por eso, por lo que The Rottweiler comenzó una paliza a Danielson. El 4 de diciembre, en All Star II Extravaganza, Danielson fue derrotado por Homicide de The Rottweilers.En ese mismo evento, Low Ki luchó contra Austin Aries en una number one contender match para determinar quien se enfrentaría al ROH Champion Samoa Joe por el título. El encuentro terminó en empate. Los funcionarios extendieron el encuentro, pero Low Ki se negó a luchar, por lo que Aries fue declarado el ganador. En lugar de hacer frente a Joe en Final Battle 2004, Low Ki luchó contra Danielson, pero se descalificó a sí mismo y luego atacó al árbitro. Esto fue suficiente para que los funcionarios de ROH decidieran suspenderlo indefinidamente como resultado del ataque.

### Total Nonstop Action Wrestling (2002–2004)
Low Ki debutó en la Total Nonstop Action Wrestling (TNA) en su primer evento el 19 de junio de 2002, perdiendo junto a A.J. Styles & Jerry Lynn contra The Flying Elvis. El 26 de junio, trató de convertirse en el primer Campeón de la División X de la TNA, enfrentándose a Lynn, Styles y Psicosis, resultando ganador Styles. Sin embargo, logró el título al derrotar a Styles el 7 de agosto, pero lo perdió tres semanas más tarde contra Lynn. Más tarde formaría la facción Triple X con Christopher Daniels y Elix Patrón ese año retuvo el NWA World Tag Team Championship en dos ocasiones, cada una con Daniels y Patrón. Cuando la codicia de Daniels por el TNA X Division Championship inicio obligó a Low Ki de Triple X a ayudarlo, Low Ki iría a la batalla Daniels en Ultimate X, pero su intervención no tuvo éxito. Dejó TNA en julio de 2004 para hacer su regreso a Ring of Honor.

### Ring of Honor (2005–2006)
Low Ki regresó el 7 de mayo de 2005 e inmediatamente atacó a Jay Lethal y Samoa Joe en Manhattan Mayhem con sus compañeros The Rottweilers (Homicide, Julius Smokes, Monsta Mack & Rocky Romero). Tras esto, se pactó una lucha entre The Rottweiler (Low Ki & Homicide) contra Samoa Joe & Jay Lethal, encuentro que ganaron los primeros. El feudo continuó el 18 de junio en Death Before Dishonor III, donde se enfrentó a Lethal, pero terminaron sin resultado, por lo que tuvieron una revancha el 12 de agosto, pero acabaron de nuevo sin resultado y, acabada la lucha, The Rottweilers atacaron a Lethal. Finalmente, el 17 de septiembre en Glory By Honor IV, se enfrentaron en una lucha que ganó Low Ki, pero esa misma noche, Samoa Joe se fue a salvar a Colt Cabana de una paliza de The Rottweilers, a lo que Lethal salió de nuevo y pidió una revancha contra Low Ki, la cual ganó Lethal, terminando el feudo. Ese mismo año, ayudó a Homicide en su feudo contra Colt Cabana, pero dejó Ring of Honor en enero debido a un desacuerdo "en preparativos para su negocio" 2006. En su última lucha derrotó a Jack Evans el 28 de enero de 2006. Tras esto, se explicó su salida diciendo que Jim Cornette le despidió al descubrirse que fue Low Ki quien le golpeó en los dientes al terminrar ese evento. Sin embargo, fue utilizado como un punto de enfoque en el feudo entre Cornette y Homicide en el verano de 2006, ya que Cornette se negaba a contratarle como tercer deseo de Homicide.

### Japón (2002–2009)

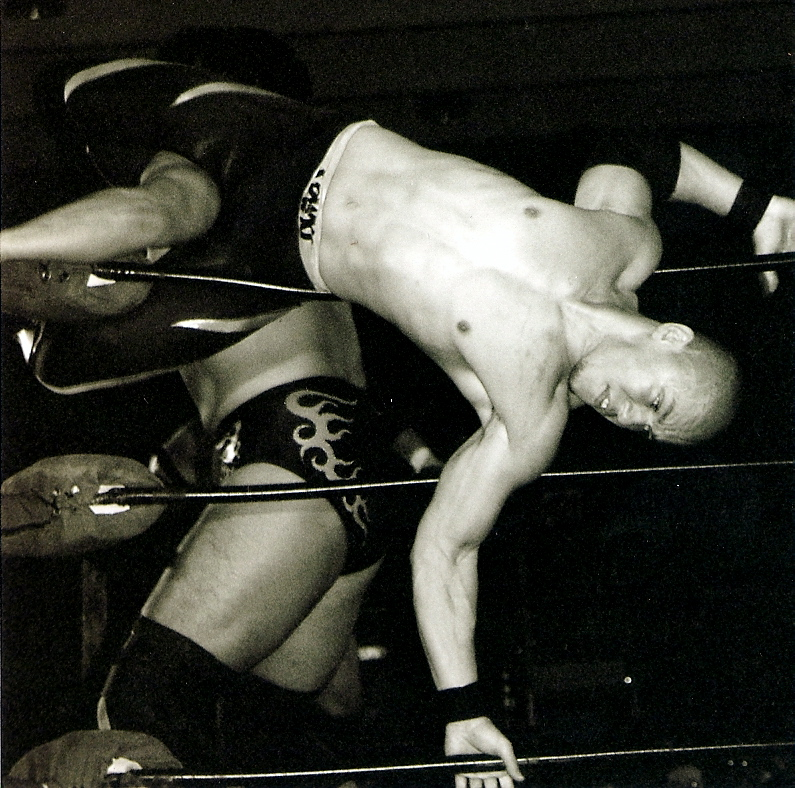
Low Ki enfrentándose a Kenta Kobashi.

Silvestry hizo su primer viaje a Japón con Pro Wrestling Zero-One en el 2002. El 16 de septiembre, tuvo que luchar contra Spanky y ganó el International Junior Heavyweight Championship en poder de él. Mantuvo el título hasta el 31 de agosto de 2003, cuando la perdió con Wataru Sakata.
Low Ki dejó Zero-One, a mediados de 2004 para unirse a Pro Wrestling NOAH, donde se le dio al instante una oportunidad por el título mundial contra el Honored Crown (GHC) Junior Heavyweight Champion Yoshinobu Kanemaru, donde no pudo ganar. Durante este periodo, representó a Pro Wrestling NOAH en Gaijin MXW Serie Pro Wrestling Battle. Posteriormente se incorporó a la New Japan Pro Wrestling (NJPW) y se unió a Shinsuke Nakamura, para sustituir al lesionado Milano Collection A.T. En su primer encuentro de vuelta, sufrió una lesión en la rodilla, que requirió cirugía. Low Ki regresó a la promoción en septiembre, por el aumento de desertores en la empresa para unirse a la facción villana principal de New Japan, Great Bash heel (GBH).
Después de unirse a Great Bash Heel, obtuvo la International Wrestling Grand Prix (IWGP) Junior Heavyweight Championship de Tiger Mask IV el 21 de septiembre de 2008, en NJPW Circuit 2008 New Japan GenerationTour. Posteriormente perdió de nuevo ante Tiger Mask en el programa de NJPW Wrestle Kingdom III en Tokio el 4 de enero de 2009. Después de perder el título, Low Ki hizo varias apariciones de HUSTLE.

### Total Nonstop Action Wrestling (2006–2008)
Silvestry hizo su regreso a la TNA en Lockdown como el oponente secreto de Christopher Daniels bajo el nombre de Senshi, derrotando a Daniels. Después de Lockdown, Senshi no fue visto en acción por varias semanas. En vez de eso, se emitieron una serie de vídeos donde mostraban su deseo de dominar de nuevo la División X, haciendo alusión a la posibilidad de retar al Campeón de la División X de la TNA, el invicto Samoa Joe.
Senshi derrotó a Alex Shelley, Jay Lethal, Petey Williams, Shark Boy y Sonjay Dutt en Slammiversary para convertirse en el aspirante número uno al Campeonato de la División X, logrando el título el 22 de junio de 2006 en un episodio de iMPACT! al ganar una pelea contra Joe y Dutt, cubriendo a Dutt. Senshi defendió el título ante Kaz en Victory Road, Lethal y Petey Williams en Hard Justice. Luego empezó un feudo con Chris Sabin, ante el cual retuvo el título en No Surrender, pero lo perdió ante él en Bound for Glory.
Senshi más tarde tuvo un feudo con Austin Starr. Su pelea continuaría hasta Lockdown en un Six Sides of Steel, el cual ganó. En Slammiversary, se asoció con Rhino para derrotar a la Latin American Xchange (LAX). En Victory Road, Senshi compitió en un 10-Man Ultimate X Match, el cual perdió. Tras el encuentro, sin embargo, Triple X fue reformado con Daniels, Senshi. Ganaron su primer encuentro el 19 de julio de 2007 episodio de Impact! contra Serotonin.
Triple X se enfrentó a Lethal y Dutt y The Motor City Machineguns en Hard Justice. Skipper y Senshi también se enfrentaron a LAX en Bound for Glory en Ultimate X, en última instancia perdieron. También se enfrentó a Judas Mesias perdiendo contra este.
Durante diciembre de 2007, se informó que Senshi había presentado su renuncia a TNA y se marchó poco después de la promoción. En 2008, Silvestry ayudó TNA durante el desarrollo de su primer juego de video, proporcionando tanto a expresiones y captura de movimientos para el protagonista del juego, Suicide.

### Pro Wrestling Guerrilla (2007–2008)
Low Ki hizo su debut con Pro Wrestling Guerrilla (PWG) el 7 de abril de 2007, en un encuentro, donde venció a Davey Richards. El 5 de enero de 2008, Low Ki ganó el Campeonato del Mundo tras derrotar a Bryan Danielson. Sin embargo, se vio obligado a renunciar el campeonato a sólo un mes más tarde después de sufrir una lesión en la rodilla.
Regresó a la lucha libre para PWG Star 7-1 Night en 30 de agosto de 2008, donde fue parte de una four-ways match por el Campeonato Mundial, el encuentro también contó con Eddie Kingston, Necro Butcher y Chris Hero. Hero ganó la lucha cuando cubrió a Kingston. El 1 y 2 de noviembre en Burbank, California, Low Ki derrotó a Roderick Strong, Masato Yoshino, Nigel McGuinness y el PWG World Champion Chris Hero al ganar The Battle of Los Angeles 2008.

### World Wrestling Entertainment (2009–2010)

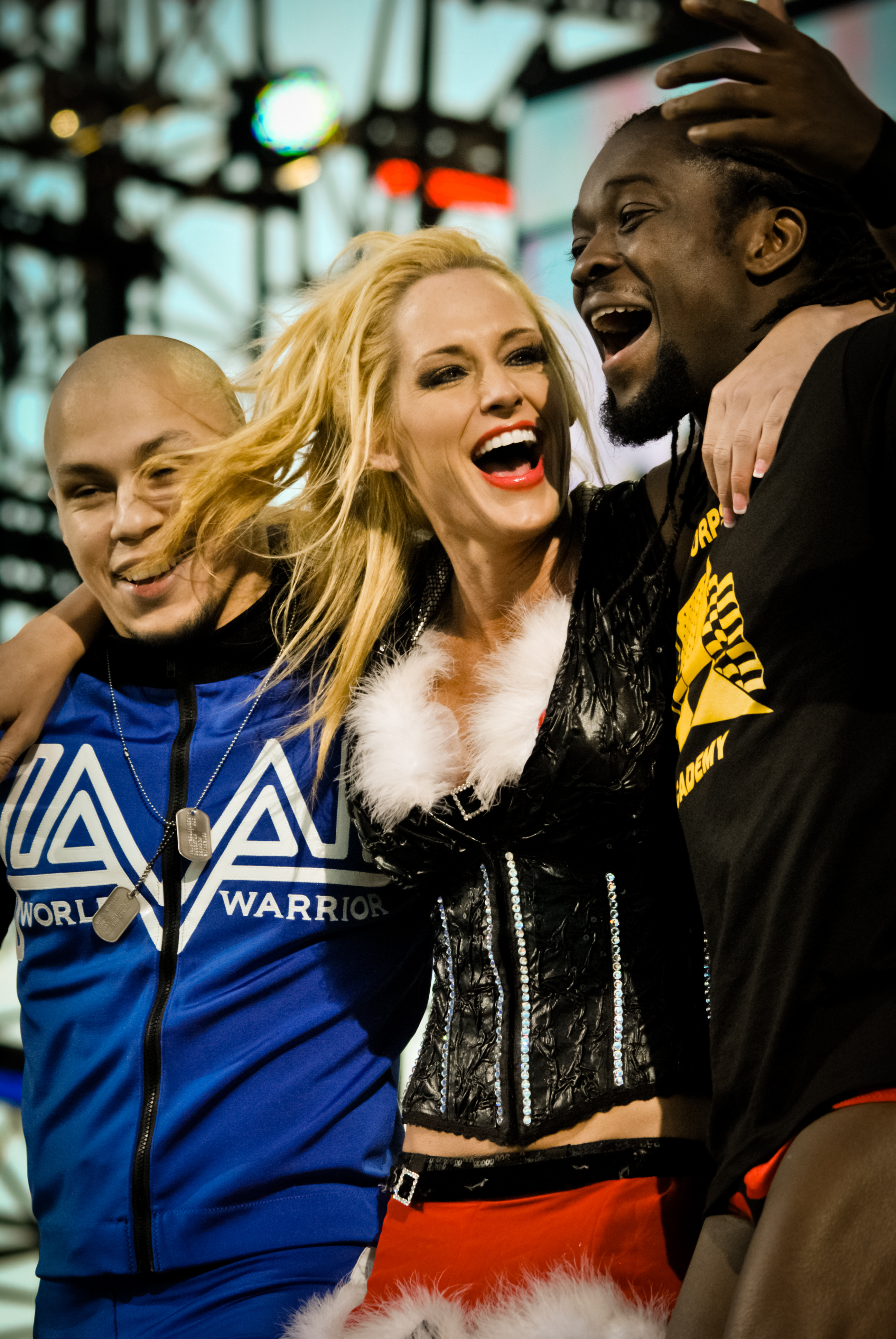
Kaval junto a Michelle McCool y Kofi Kingston en el Tribute to the Troops.

Low Ki apareció el 7 de noviembre de 2008 en SmackDown en un dark match, perdiendo ante Primo. Tras esto, ganó un combate contra Trent Barreta el 8 de enero en la Florida Championship Wrestling (FCW). Más tarde se anunció en su web oficial que había firmado un contrato con la World Wrestling Entertainment (WWE), siendo asignado a la FCW. Silvestry cambió su nombre a Kaval, pero poco después sufrió una lesión en la pierna que le mantuvo inactivo hasta finales de 2009. Empezó a luchar en varios dark matches de la WWE, derrotando el 24 de noviembre a Paul Burchill y siendo derrotado el 8 de diciembre por Goldust. El 7 de febrero en FCW derrotó a Daniel Bryan, para quien este fue una lucha de debut, después de golpearlo con Way of the Warrior. El 8 de febrero ganó a Alberto Banderas, Wade Barrett y Micheal Tarver para convertirse en el contendiente número uno para el Campeonato Peso Pesado de Florida de la FCW. Kaval recibió su oportunidad al título dos semanas más tarde, pero fue derrotado por el campeón, Justin Gabriel.
En la última emisión de la primera temporada de NXT el 1 de junio del 2010 Kaval fue presentado como novato para la próxima temporada, siendo sus mentoras Michelle McCool y Layla debutando como face con una derrota ante Alex Riley. El 15 de julio del 2010 en FCW haciendo equipo con Michael McGillicuty derrotó a Los Aviadores (Epico & Hunico) ganando el Campeonato de Florida en Parejas de la FCW, el cual perdieron al día siguiente ante los excampeones. Finalmente, el 31 de agosto fue proclamado ganador de la segunda temporada de NXT, en la final de NXT, en la cual fue atacado por todos los demás Rookies. Paso a SmackDown con una oportunidad por un campeonato. Luego empezó un breve feudo con el Campeón Intercontinental Dolph Ziggler, a quien retó usando su oportunidad titular en Survivor Series. Sin embargo fue derrotado por Ziggler. El 23 de diciembre fue despedido de la WWE, aunque el propio luchador explicó en su Twitter que él pidió el despido al saber que no tenían planes para él.

### Circuito Independiente (2011 - 2013)
Silvestry, bajo el nombre de Low Ki, regresó a Pro Wrestling Guerrilla el 29 de enero de 2011 durante la semana del WrestleReunion 5, en un combate donde derrotó a Davey Richards. Low Ki hizo su debut en Wrecking Ball Wrestling derrotando a Charlie Haas. En su siguiente aparición para PWG el 9 de abril, Low Ki derrotó a Akira Tozawa. El 13 de mayo, Low Ki hizo su regreso a New Japan Pro Wrestling, durante la promoción de la primera gira por Estados Unidos, haciendo equipo con Homicide en un tag team match, donde derrotaron a Jushin Liger y Tiger Mask IV. Al día siguiente, Low Ki desafió sin éxito a Prince Devitt por el Campeonato Peso Pesado Junior de la IWGP. En el tercer y último día de la gira en Filadelfia, Low Ki y Homicide retaron sin éxito a Devitt y Ryusuke Taguchi por el Campeonato en Parejas Junior de la IWGP. El 28 de mayo, durante la segunda noche del PWG's All Star Weekend 8, Low Ki enfrentó a Claudio Castagnoli por el Campeonato Mundial de la PWG sin éxito.
El 14 de enero de 2012, hizo un debut por sorpresa en Evolve, derrotando a Ahtu en el último evento de lucha libre celebrado en el Asylum Arena. Después del evento, se informó de que trabajaría a tiempo completo para Evolve y Dragon Gate USA. Tras especularse sobre un retiro, Low Ki apareció en Right Coast Pro el 14 de junio de 2013, derrotando a Billy Bax.

### New Japan Pro Wrestling (2012–2013)
El 21 de abril, regresó a la NJPW, uniéndose al stable Chaos, haciendo equipo con Gedo, Jado & Rocky Romero en un combate contra Jushin Liger, Prince Devitt, Ryusuke Taguchi & Tiger Mask IV, a quienes ganaron después de que Ki cubriera al Campeón Junior Peso Pesado de la IWGP Devitt. El 3 de mayo, en Wrestling Dontaku 2012, derrotó a Devitt, ganando por segunda vez el título. El 27 de mayo, aprticipó en el torneo de la NJPW 2012 Best of the Super Juniors. Cuando todos los combates del torneo terminaron el 9 de junio, obtuvo un marcador perfecto, ganando sus ocho combates, avanzando a las semifinales. Al día siguiente, derrotó a Prince Devitt en las semifinales, pero fue derrotado por Ryusuke Taguchi en la final. El 16 de junio en Dominion 6.16, retuvo el título ante Taguchi. Sin embargo, lo perdió el 29 de julio ante Kota Ibushi. Low Ki tuvo su revancha por el título el 8 de octubre en King of Pro-Wrestling, donde consiguió recuperar el título. Sin embargo, tras el combate hizo su regreso Prince Devitt, quien le retó a una lucha por el título el 11 de noviembre en Power Struggle, donde Ki volvió a perderlo.

### All Japan Pro Wrestling (2013)
El 11 de agosto, la AJPW anunció que Low Ki participaría en el Ōdō Tournament. Tuvo su primer combate el 11 de septiembre, derrotando a Dark Cuervo. Cinco días después, fue eliminado en la segunda ronda por Akebono. Tras el combate, se le diagnosticó a Ki una lesión abdominal, lo que le apartó del resto de los combates. El 14 de octubre, Silvestry anunció su retiro de la lucha libre debido a que AJPW, supuestamente, no había respetado su acuerdo al no hacerse cargo de su lesión. En marzo de 2014, sin embargo, Ki volvió de su retiro para trabajar en Pro Wrestling Syndicate y Dragon Gate USA.

### Total Nonstop Action Wrestling (2014-2015)
Low Ki hizo un regreso de una noche a la TNA en 12 de abril de 2014, para las grabaciones de un One Night Only, donde ganó un Ultimate X Match para ganar una futura oportunidad por el Campeonato de la División X. Low Ki regresó a la TNA en las grabaciones del 25 de junio de 2014 de Impact Wrestling, derrotando a DJ Z. Al día siguiente en Destination X, Low Ki derrotó a DJ Z y a Manik en un Three-Way Match para avanzar a la final de un torneo por el vacante Campeonato de la División X. El 7 de agosto en Impact Wrestling, Low Ki fue derrotado por Samoa Joe en la final del torneo, en una lucha que también incluyó a Sanada. El 14 de agosto en Impact Wrestling, Low Ki ganó un X Division Scramble para convertirse en el contendiente #1 por el Campeonato de la División X, el 20 de agosto en Hardcore Justice, Low Ki fue derrotado por Samoa Joe. En las grabaciones del 19 de septiembre del episodio del 12 de noviembre de 2014 de Impact Wrestling, Low Ki derrotó a Tigre Uno, Manik y DJ Z en un Four-Way Match para ganar el vacante Campeonato de la División X, convirtiéndose en un tres veces campeón.
Perdió el título el 7 de enero de 2015 contra Austin Aries y Low Ki luego se volvió heel junto con Samoa Joe atacando a Kurt Angle, uniéndose así al Beat Down Clan. En las grabaciones de la noche siguiente del episodio del 16 de enero de 2015 de Impact Wrestling, Low Ki derrotó a Austin Aries para ganar el Campeonato de la División X que perdió la noche anterior.

### Impact Wrestling (2017)
El 20 de abril de 2017 en las grabaciones de Impact Wrestling Low Ki ganó un Six Pax Match, para convertirse en el nuevo Campeón de la División X de la TNA, al derrotar a Trevor Lee, Andrew Everett, Sonjay Dutt, Dezmond Xavier, y Suicide.
Luego el 30 de mayo de 2017 durante las grabaciones de Impact Wrestling, Sonjay Dutt ganó el Campeonato de la División X de la TNA poniendo así fin al reinado de 40 días de Low Ki.

## En lucha

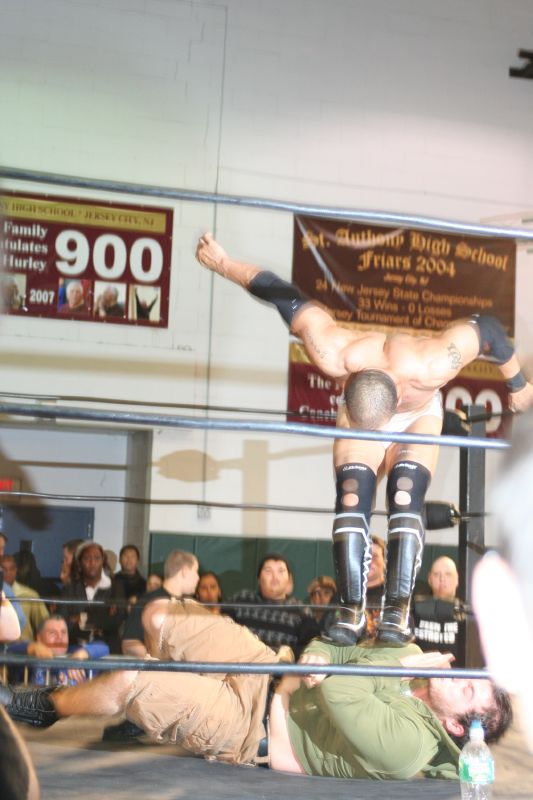
Low-Ki realizando un "Warrior's Way".

- Movimientos finales
  - Dragon Clutch[1] (Inverted facelock camel clutch)[1]
  - Warrior's Way (WWE / TNA) / Ghetto Stomp (Circuito independiente) (Diving double foot stomp, a veces a un oponente colgado cabeza abajo de las cuerdas)
  - Ki Krusher '99[1] (Fisherman driver, a veces desde una posición elevada)[1]
  - Ki Krusher '00[1] / Krush Rush[1] (Leg hook fireman's carry turnbuckle smash seguido de fisherman driver)
  - Ki Splash[38] (Corkscrew 450° splash)[1]

- Movimientos de firma
  - Krush Kombo[1] (Dos shoot kick seguidas de high-speed roundhouse kick a la cabeza de un oponente arrodillado)[1]
  - Black Magic[1] (Feint shining wizard derivado en reverse roundhouse kick)
  - Dragon Wing[1] (Double underhook suplex transicionado en double underhook hold)
  - Bite of the Dragon[1] (Inverted facelock bodyscissors, a veces ayudándose de las cuerdas)
  - Iron Octopus[1] (Headscissors armbar)
  - Scorpion Fire[1] (Rope hanging figure four necklock)
  - Final Four[1] (Elevated cloverleaf)
  - Matrix[1] (Bridging evasion)
  - Knife-edge chop[1]
  - Mongolian chop[1]
  - Running discus elbow drop[1]
  - Rope hung crucifix armbar
  - Varios tipos de kick:
    - Tidal Krush[1] (Cartwheel jumping high a un oponente arrinconado)
    - Drop, a veces desde una posición elevada
    - Enzuigiri, a veces desde una posición elevada
    - Múltiples stiff roundhouse al torso del oponente
    - Corner slingshot double mule a un oponente cargando
    - Springboard high[1]
    - Spinning heel[1]
    - Rolling wheel
    - Tiger feint
    - Shoot[1]
    - Overhead

  - Short-arm scissors
  - Belly to back suplex sitout facebuster
  - No-handed springboard plancha
  - Springboard moonsault, a veces hacia fuera del ring
  - Kimura lock
  - Headbutt[1]

- Managers
  - Julius Smokes
  - Layla
  - Michelle McCool

## Campeonatos y logros
- East Coast Wrestling Association

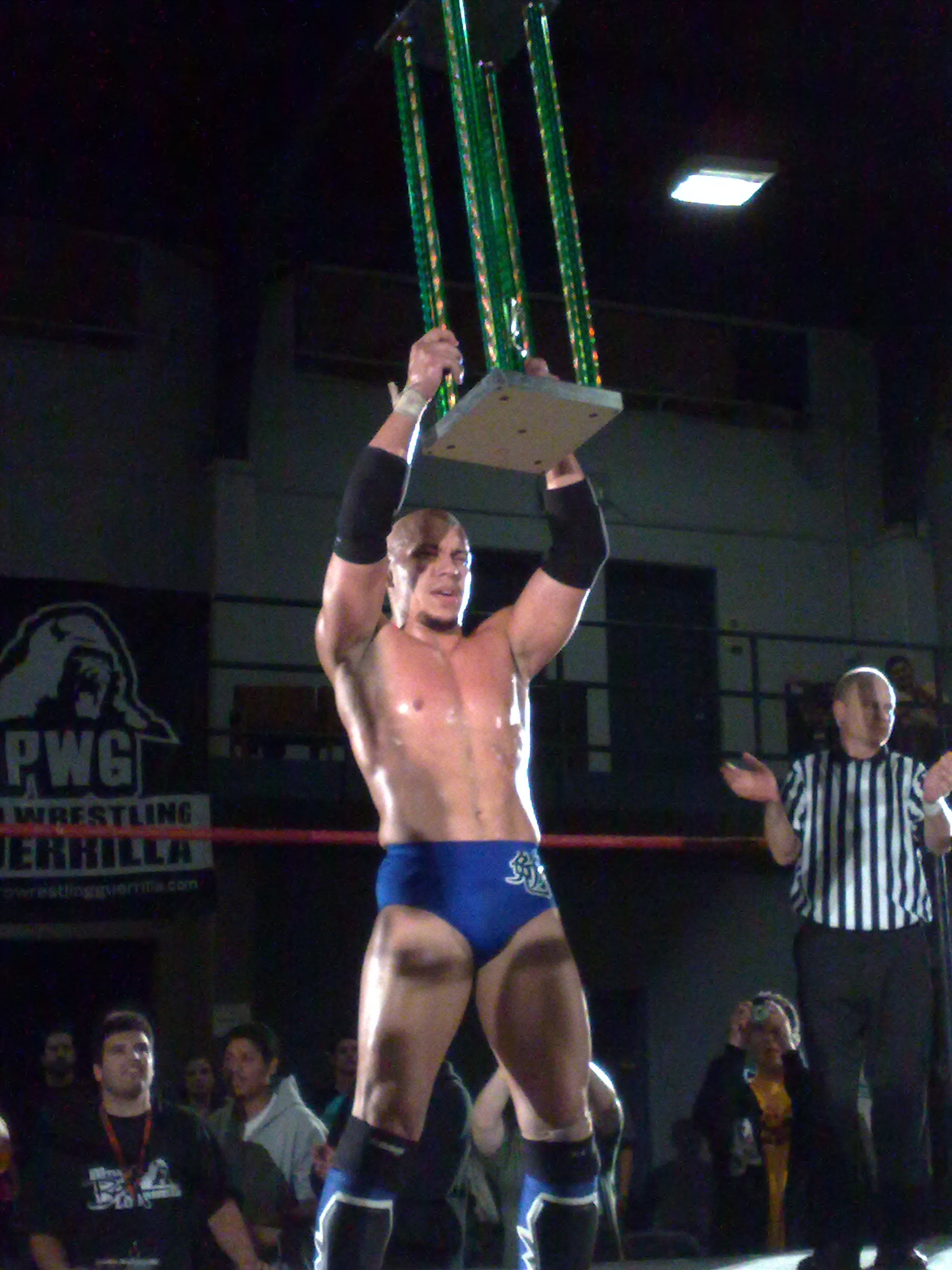
Low-Ki con el trofeo de The Battle of Los Angeles 2008.

  - ECWA Tag Team Championship (2 veces) – con American Dragon (1) y Xavier (1)[39]
  - Super 8 Tournament (2001)[40]

- Florida Championship Wrestling
  - FCW Florida Tag Team Championship (1 vez) - con Michael McGillicutty

- Future of Wrestling
  - FOW Heavyweight Championship (1 vez)[41]

- Future Wrestling Alliance
  - FWA Heavyweight Championship (1 vez)[42]

- Impact Championship Wrestling
  - ICW Championship (1 vez)[43]

- Independent Wrestling Association Mid-South
  - Ted Petty Invitational (2006)[44]

- International Wrestling Cartel
  - IWC Super Indies Championship (1 vez)[45]

- Jersey All Pro Wrestling
  - JAPW Heavyweight Championship (3 veces)[46]
  - JAPW Light Heavyweight Championship (1 vez)[47]

- Jersey Championship Wrestling
  - JCW Championship (1 vez)[48]
  - JCW Tag Team Championship (1 vez) – con Mafia[49]

- Long Island Wrestling Federation
  - LIWF Light Heavyweight Championship (1 vez)[1]

- Major League Wrestling
  - MLW World Heavyweight Championship (1 vez)

- Millennium Wrestling Federation
  - MWF Heavyweight Championship (1 vez, actual)[1]

- New Japan Pro Wrestling
  - IWGP Junior Heavyweight Championship (3 veces)[50]

- Pro Wrestling ZERO-ONE / Pro Wrestling ZERO1-MAX
  - NWA International Lightweight Tag Team Championship (1 vez) – con Leonardo Spanky[51]
  - NWA/UPW/ZERO-ONE International Junior Heavyweight Championship (1 vez)[52]

- Premiere Wrestling Federation
  - PWF Heavyweight Championship (1 vez)[53]

- Pro Wrestling Guerrilla
  - PWG World Championship (1 vez)[54]
  - Battle of Los Angeles (2008)[55]
- Pro Wrestling WORLD-1
  - WORLD-1 Openweight Championship (1 vez)[1]

- Ring of Honor
  - ROH Championship (1 vez, inaugural)[56]

- Total Nonstop Action Wrestling / Impact Wrestling
  - NWA World Tag Team Championship (3 veces) – con Christopher Daniels & Elix Skipper[57]
  - TNA/Impact X Division Championship (5 veces)[57]
  - Feast or Fired (2007)

- USA Pro Wrestling
  - UXA Pro Tag Team Championship (1 vez) – con Xavier[1]

- World Wrestling Entertainment
  - Ganador de NXT (2ª temporada)

- World Xtreme Wrestling
  - WXW Cruiserweight Championship (1 vez)[58]
- Pro Wrestling Illustrated
- PWI ranked him #26 of the 500 best singles wrestlers in the PWI 500 in 2003[59]
- Situado en el Nº209 en los PWI 500 de 2010[60]

- Wrestling Observer Newsletter
  - Luchador infravalorado (2010)
  - Peor lucha del año (2006) TNA Reverse Battle Royal en TNA Impact![61]